# Al-Tantoera

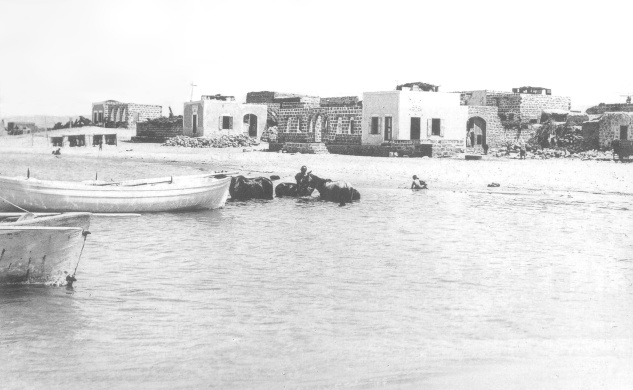
Al Tantoera tijdens de jaren 30 van de 20ste eeuw

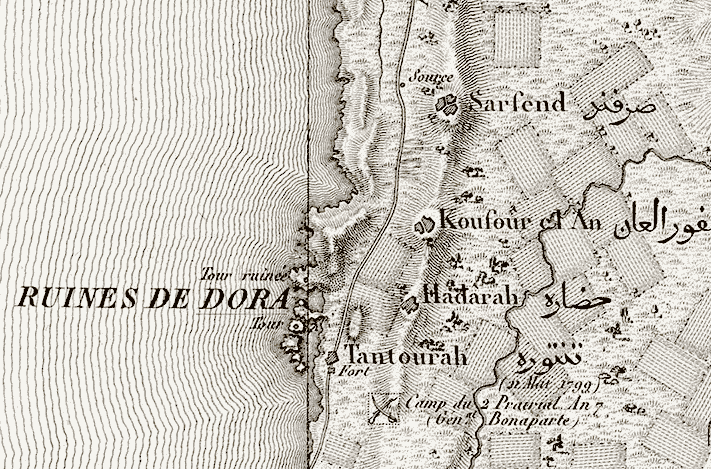
Pierre Jacotin: deel van de kaart van het noorden van Palestina, gemaakt gedurende de Franse militaire expeditie in 1799

Al-Tantoera (Arabisch: الطنطورة) is een voormalig Palestijns dorp gelegen aan de Middellandse zeekust in het Israëlische district Haifa, 24 kilometer ten zuiden van de stad Haifa. In het dorp liggen de ruïnes van het kruisvaarderkasteel Casal de Châtillon en van een Byzantijnse basilica. In de Oudheid was Al-Tantoera bekend als de Fenicische stad Dor.
Op het grondgebied van Al-Tantoera werd in 1882 door zionisten het, later naar Jacob Rothschild vernoemde, Zichron Ja'akov gesticht.
Al-Tantoera telde in 1945 1490 inwoners, die op enkele christenen na allen moslim waren. Het dorp bestreek een oppervlakte van 1425 hectare en de gemeenschap leefde voornamelijk van landbouw en visserij.
In mei 1948, tijdens de Arabisch-Israëlische Oorlog van 1948, werd door de Hagana-troepen onder de bewoners van Al-Tantoera een bloedbad aangericht. Daarna werden volgens getuigen nog zeker 200-230 Palestijnse mannen vermoord.
Op deze plek ligt sinds 1948 de Israëlische badplaats Nahsholim .

## Na 14 mei 1948
Kort voor het uitroepen van de staat Israël op 14 mei 1948 had de Alexandroni Brigade de opdracht gekregen om in het kustgebied tussen Hadera en Haifa elk Arabisch dorp te bezetten en indien nodig  te vernietigen. In het kader van deze militaire operatie werden op 15 mei 1948 de burgemeester en notabelen van Al-Tantoera opgeroepen zich over te geven. Deze weigerden uit vrees dat dan de zo'n 1500 inwoners verdreven zouden worden. Een week later, in de nacht van 22 op 23 mei 1948 vielen troepen van de Alexandroni Brigade het dorp aan. De gevangengenomen dorpelingen werden naar het strand gedreven waar de mannen werden gescheiden van de vrouwen, kinderen en bejaarden, die daarna afgevoerd werden naar het nabijgelegen Arabische dorp Al-Foeraydis. De mannen, met name tussen de 13 en 30 jaar, werden teruggevoerd naar Al-Tantoera en geëxecuteerd. Al-Foeraydis was een aantal dagen eerder in handen gevallen van de zionistische troepen nadat het zich had overgegeven. De Palestijnse inwoners hadden daar mogen blijven, volgens Meron op aandringen van de naburige Joodse nederzettingen die deze goedkope arbeiders nodig hadden.
Hierna werd het bloedbad aangericht.

### Afloop
Geen van de dorpsbewoners mocht ooit terugkeren. Enkele weken na de val van Al-Tantoera werd op het grondgebied de kibboets Nachsjolim gevestigd. Op een paar huizen en een fort na is het hele dorp afgebroken. Thans bevindt zich op de plek een recreatiepark.

## Het Bloedbad

##### Arif al-Arif
De Palestijnse historicus Arif al-Arif beschreef in zijn boek uit 1958 het 'incident' van Al-Tantoera als een veldslag en maakt melding van 88 doden aan Arabische kant, waarvan 85 tijdens gevechtshandelingen sneuvelden en drie vrouwen.

##### Volgens het IDF in 1964
Er is door Israël niets in de openbaarheid gebracht over wat zich precies heeft afgespeeld in het dorp en hoeveel slachtoffers er zijn gevallen. 
In een officiële publicatie in 1964 door het Israëlische Defensieleger (IDF) over "The Alexandroni Brigade in the War of Independence", waarin elf pagina's aan Al-Tantoera waren gewijd, was niets vermeld van ook maar enige verdrijving van dorpsbewoners.

##### Volgens Theodor Katz
Volgens Theodor Katz, verbonden aan de universiteit van Haifa kwam uit Arabische en Joodse getuigenverklaringen naar voren dat na de strijd om het dorp de Hagana-troepen zo'n 200 ongewapende dorpelingen, meest jonge mannen, hadden omgebracht. Veteranen betichtten hem van bezoedeling van de naam van Israël en van het Israëlische leger en deden hem een proces aan. Onder druk van de universiteit trok hij zijn bewering omtrent een bloedbad in, maar 12 uur later nam hij dit weer terug.  Na zijn proefschrift eerst gediskwalificeerd te hebben kende men Katz later een "non research MA" toe.

##### Veteranen
Toen er in 2004 een openbare discussie losbrak over enkele gebeurtenissen van die oorlog, zoals ook beschreven was door historicus Benny Morris, bekenden veteranen van de Alexandroni Brigade de gedwongen verdrijving. De documentaire "Tantura" van Alon Schwartz ondervraagt enkele betrokken Israëlische soldaten en spreekt met oud-inwoners van Al-Tantoera om te reconstrueren wat er is gebeurd. De ex-militairen erkennen in de documentaire dat er verkrachtingen en executies waren.

##### Moshe Diamant (veteraan)
Volgens de Israëlische oorlogsveteraan Moshe Diamant ligt onder een parkeerterrein bij het strand van de huidige Israëlische badplaats Nahsholim, het voormalige Palestijnse dorp Tantoera, een Palestijns massagraf uit 1948. Diamant gaf in 2022, aan het eind van zijn leven, opening van zaken en bevestigde dat de slachtpartij door de Alexandroni-brigade wel degelijk had plaatsgevonden. Volgens Diamant werden de dorpelingen na hun overgave met een mitrailleur vermoord en begraven op het strand. Zijn verhaal werd bevestigd door verschillende collega-veteranen.

##### Volgens Gelber
Volgens militair historicus Yoav Gelber waren er aanvankelijk geen berichten van ooggetuigen en voormalige bewoners van Al Tantoera over een bloedbad. Ook tijdens een propaganda radio-uitzending over de aanval op het dorp werd niet gerept over moordpartijen. Volgens een rapport van het Rode Kruis werden na de slag door deze organisatie 1086 vluchtelingen uit het dorp gedeporteerd en overgedragen aan Irak.

##### Ilan Pappé
In zijn in 2006  uitgegeven boek "The ethnic cleansing of Palestine" besteedt historicus Ilan Pappé 4,5 bladzijden aan zijn relaas over de gebeurtenissen in Tantura onder de titel: "The massacre of Tantura". Zijn beschrijving volgt die van de inleiding hierboven, maar preciseert deze.
Zo schrijft hij: Bij de aanval had men afgezien van de gebruikelijke waarschuwingen via luidsprekers. Ook anders was dat nu aan alle vier de zijden van het dorp werd aangevallen. Normaal liet men een zijde open voor de bevolking om te vluchten. De dorpelingen werden naar het strand gedreven, waar de mannen gescheiden werden van de vrouwen en de kinderen (die naar Furaydis werden verdreven).
Uit de honderden mannen op het strand werd door een militair van de Inlichtingendienst, Shimson Mashvitz en een collaborateur, een keuze gemaakt aan de hand van een lijst namen van ...(gezochte personen). Deze mannen werden doodgeschoten.
Joel Skolnik, een van de soldaten, vertelt dat er al direct na de aanval op het dorp een "killing spree" was geweest, na "sniper"-vuur maar ook nadat de bevolking m.b.v. een witte vlag had laten weten zich over te geven. En ook dat daarbij twee soldaten met name zich schuldig hadden gemaakt aan het doden. Het moorden stopte pas toen Jaakov Epstein, leider van Zichron Jaakov, ten tonele was verschenen en had bevolen met schieten te stoppen.
Pappé laat een joodse officier aan het woord en verscheidene Palestijnse ooggetuigen.
Shimson Mashvitz komt daaruit naar voren als wreed. Met kennelijk genoegen sloeg hij mannen met een zweep. Hij had een "sten", waarmee hij doodde. Mordechai Sokoler uit Zichron Jaakov herinnerde zich in 1999 dat hij 230 lichamen had begraven (in graven die door Palestijnen zelf moesten worden gegraven).
In een eerdere publicatie (2004) noemde Ilan Pappé dit een etnische zuivering.